# Oulad Zarrad
Oulad Zarrad  (in arabo أولاد زراد‎?) è un centro abitato e comune rurale del Marocco situato nella provincia di El Kelâat Es-Sraghna, regione di Marrakech-Safi. Conta una popolazione di 12 233 abitanti (censimento 2014).